# Đại học Bách khoa Quốc gia Lviv

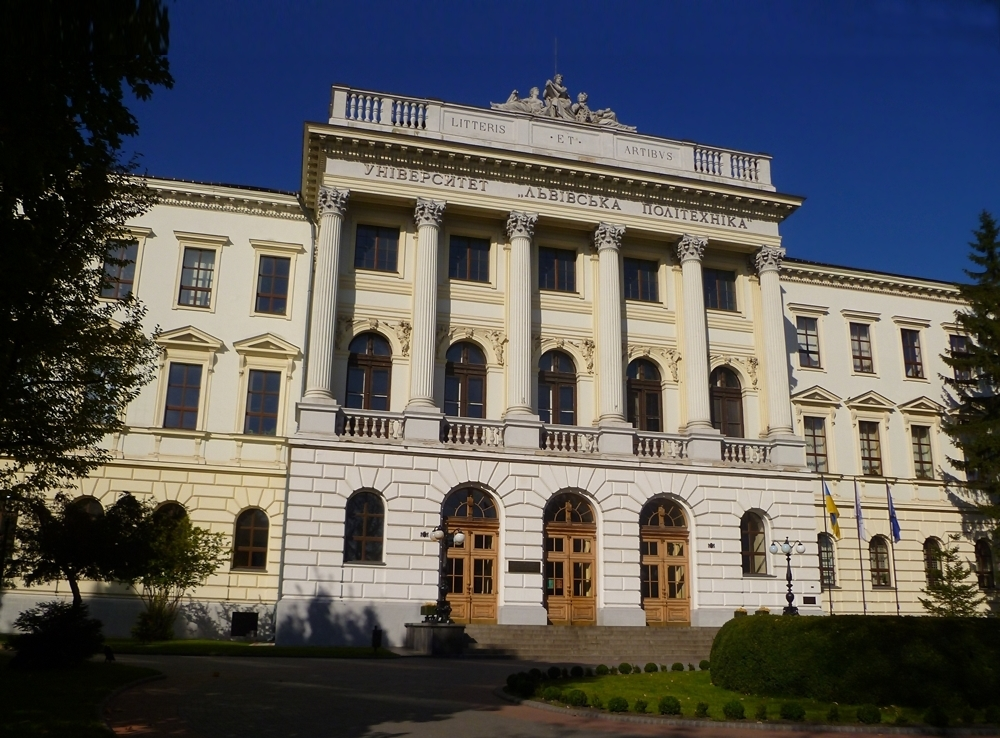
Đại học Quốc gia Bách khoa Lviv tại Lviv, Ukraina

Đại học Quốc gia Bách khoa Lviv (tiếng Ukraina: Національний університет «Львівська політехніка»; tiếng Nga: Национальный университет «Львовская политехника»; tiếng Ba Lan: Politechnika Lwowska) là trường đại học khoa học lớn nhất ở Lviv. Kể từ khi thành lập năm 1844, trường đại học này đã là một trong những trung tâm quan trọng của phát triển khoa học và công nghệ ở Trung Âu.

## Lịch sử
- 4 tháng 11 năm 1844 — Học viện Kỹ thuật được mở ở Lviv. Giám đốc đầu tiên là Florian Schindler. Trường nằm ở giao lộ của hai phố Virmenska và Theatralna trong toà nhà của Darovsky.
- 1 tháng 11 năm 1848 — Trung tâm Lviv bị pháo kích của Áo và toà nhà của Học viện Kỹ thuật bị pháo kích phá huỷ. Giảng đường được thay thế bằng toà thị chính (tầng 3) và tiếp tục ở đó cho đến 1850.
- 4 tháng 12 năm 1850 — Bắt đầu học ở toà nhà mới phục chế lại.
- 1851 — Số lượng sinh viên ở Học viện Kỹ thuật gồm 220 người.
- 1852/1853 — Bắt đầu tái tổ chức Học viện.
- 1872 — Bộ các vấn đề Tôn giáo và Giáo dục cho phép giảng dạy công nghệ hoá học.
- 12 tháng 3 năm 1872 — Felix Stshelecki được bầu làm hiệu trưởng đầu tiên.
- 1 tháng 4 năm 1874 – tháng 10, 1877 — Học viện được phép xây toà nhà mới.
- 7 tháng 10 năm 1877 — Cuộc trò chuyện bằng điện thoại đầu tiên trên lãnh thổ của Đế quốc Áo-Hung đã được thực hiện. Đường dây điện thoại nối Hội trường của Toà nhà chính với các toà nhà của Bộ môn Hoá Kỹ thuật.
- 15 tháng 11 năm 1877 — Hiệu trưởng mới, giáo sư Yu. Zakharievych nhậm chức.
- 1877 — Học viện Kỹ thuật được đổi tên thành Trường Bách khoa.
- 13 tháng 9 năm 1880 — Hoàng đế Frantz-Jozeph thăm Trường Bách khoa. Trong chuyến thăm đó, ngài đã ra lệnh cho J. Mateiko miêu tả sự tiến bộ kỹ thuật của nhân loại trong 11 bức tranh. Hiện nay các bức tranh này được trang trí ở Hội trường.

Hội trường

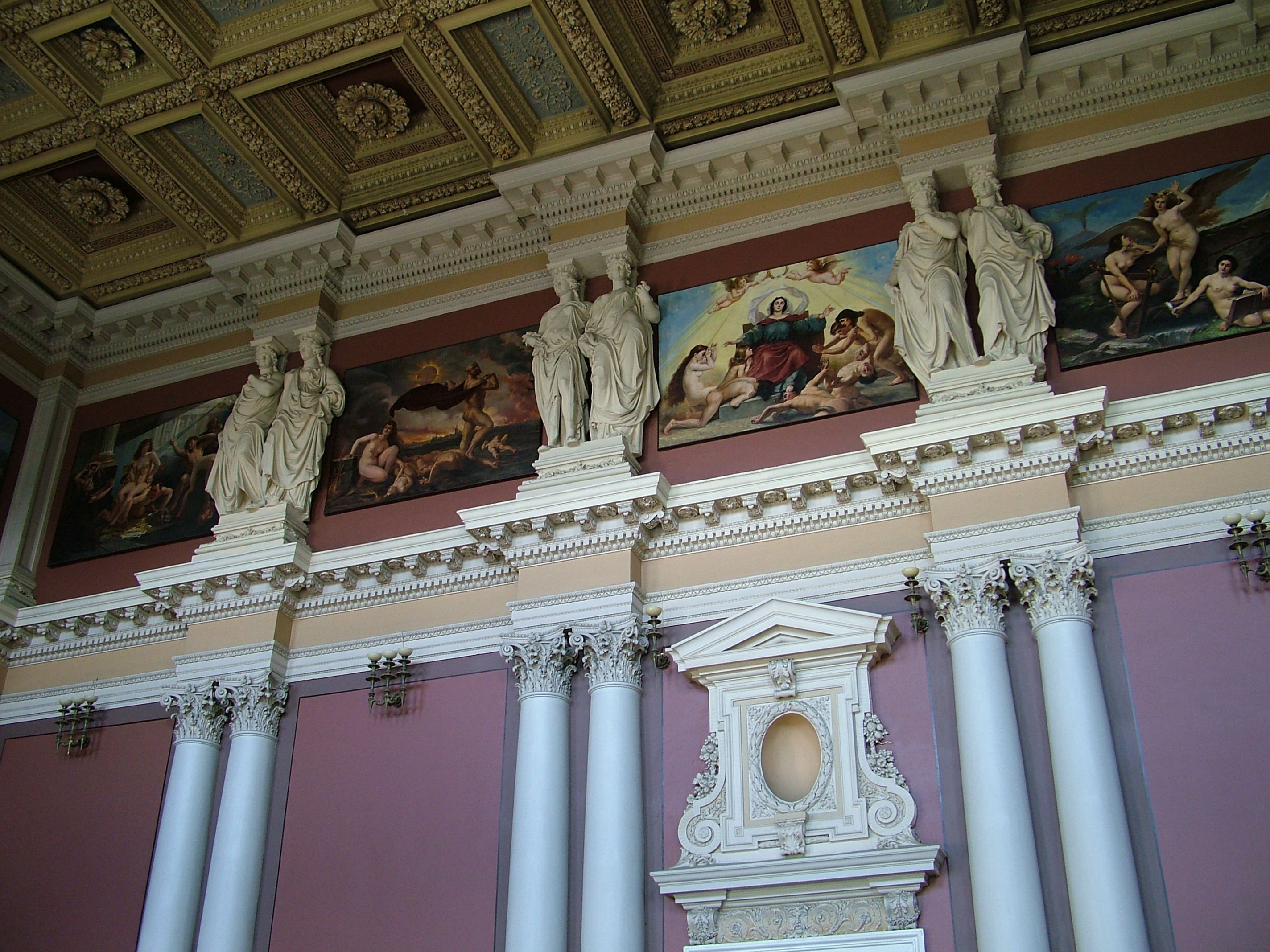
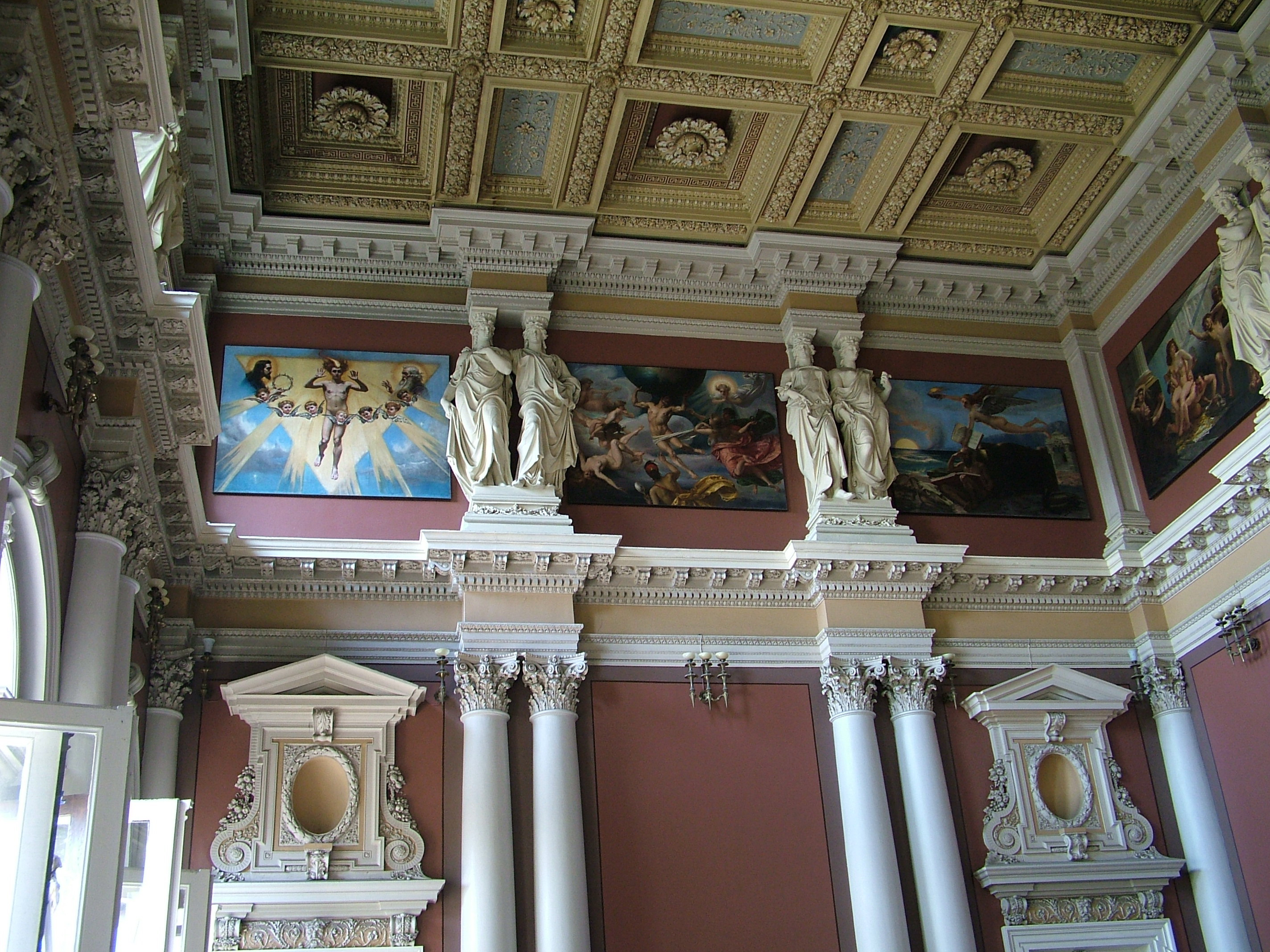
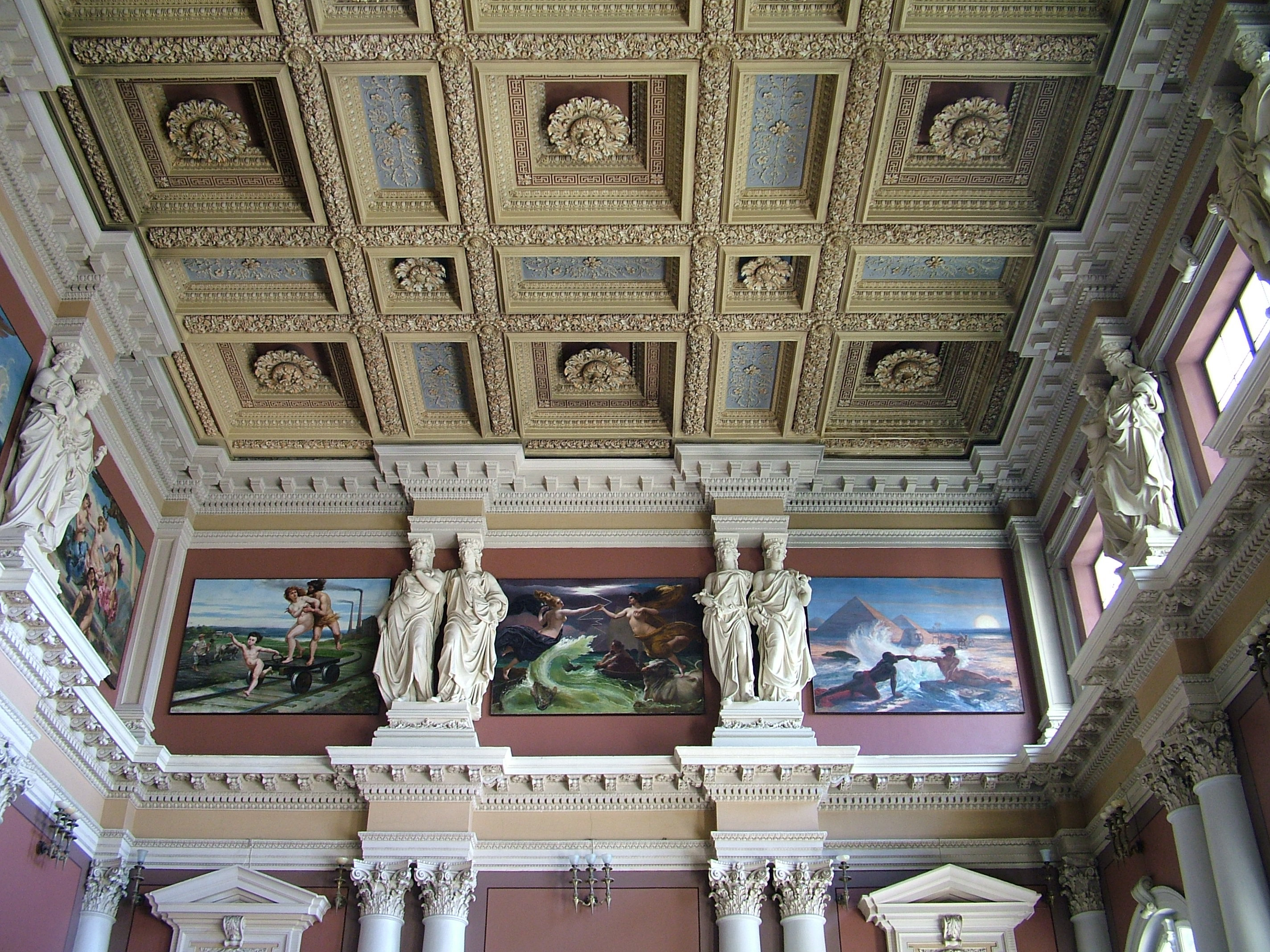
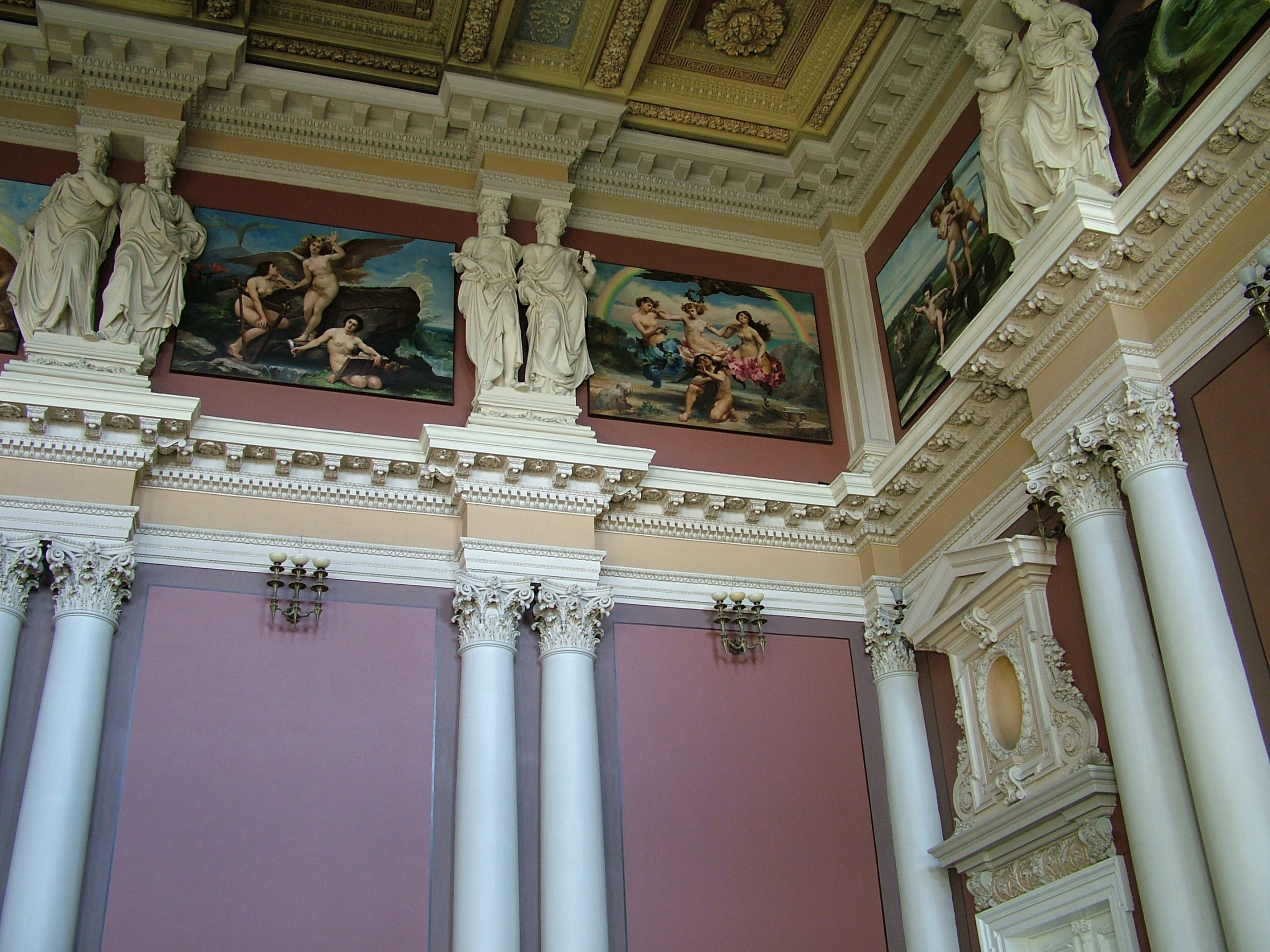

- 1894 — Kỷ niệm lần thứ 50 thành lập Trường Bách khoa. Để tưởng nhớ dịp này, giáo sư V. Zayonchkovsky xuất bản cuốn sách "The imperial Polytechnical School in Lviv. Historical essay on its foundation and development as well as its present state".
- 13 tháng 2 năm 1894 — Quy chế Trường Bách khoa được áp dụng.
- 1905 — Trường Bách khoa Lviv đứng thứ hai về số lượng sinh viên sau Viena.
- 8 tháng 11 năm 1919 — Hợp nhất Học viện Nông nghiệp (Dubliany) và Cao đẳng Lâm nghiệp (Lviv) với Trường Bách khoa.
- 28 tháng 6 năm 1920 — Áp dụng Quy chế mới và đổi tên trường thành Đại học Bách khoa Lviv.
- 23 tháng 2 năm 1931 — Hội đồng của Khoa Nông nghiệp và Lâm nghiệp của Đại học Bách khoa Lviv đã ban tặng bằng tiến sĩ danh dự cho giáo sư Nils Handson (Stockholm, Thụy Điển).
- 1934 — Hoàn tất xây dựng thư viện trên Phố Giáo sư 1.
- Tháng mười 1939 — Đại học Lviv Polytechnic được đổi tên thành Lviv Polytechnical Institute (Viện bách khoa).
- 4 tháng 7 năm 1941 (ban đêm) — Trên Đồi Vuletsky, phát xít đã bắn chết các giáo sư của Trường - W. Krukowski, A. Lomnicki, S. Pilat, W. Stozek, K. Weigel, R. Witkewicz và những giáo sư khác.
- 26 tháng 7 năm 1941 — Giáo sư Kazimierz Bartel bị giết ở tầng ngầm của trụ sở Gestapo.
- Mùa Xuân 1942 – Mùa Xuân 1944 — Các khóa học đặc biệt 3 tháng cho những kỹ sư điện, kỹ sư xây dựng cầu đường, kỹ sư nông nghiệp...
- Mùa Thu 1944 — Kỷ niệm lần thứ 100 năm thành lập được tổ chức lặng lẽ do Chiến tranh Thế giới thứ 2 đang tiếp diễn.
- 1945 — Thành lập bộ môn đo đạc.
- Từ tháng 10 năm 1946 — Trường bắt đầu xuất bản tờ báo định kỳ Lviv Polytechnic.
- 1952 — Bộ môn Kỹ thuật Phóng xạ được thành lập.
- 1962 — Thành lập các Bộ môn Tự động hoá, Cơ điện tự, Công nghệ Cơ khí.
- 1966 — Thành lập Bộ môn Kỹ thuật Kinh tế.
- 1967 — Thành lập Bộ môn Công nghệ Chất Vô cơ.
- 1970 — Xây dựng toàn nhà thứ hai của thư viện trường.
- 1971 — Bộ môn Kỹ thuật Nhiệt được thành lập.
- 1989 — Thay đổi dân chủ diễn ra tại Trường
- 10 tháng 4 năm 1991 — Hiệu trưởng được bầu cử dân chủ đầu tiên của trường trong vòng 50 năm Yu. Rudavsky nhậm chức.
- 1992 — Thành lập các bộ môn Kĩ thuật máy tính và Công nghệ thông tin.
- 1992 — Viện Nhân văn được thành lập trên cơ sở các các ngành sau:

Lịch sử Ukraina, và lịch sử Khoa học và Công nghệ của nó • Tiếng Ukraina • Chính trị học • Triết học • Ngoại ngữ (tiềng Anh, tiếng Đức, tiếng Pháp, tiếng Tây Ban Nha, tiếng Nga, tiếng Nhật)
- 1993 — Bộ môn Toán học Ứng dụng được thành lập.
- Tháng 6 năm 1993 — Trường nhận tư cách đại học: Đại học Nhà nước "Lvivska Polytechnica".
- 1994 — Trường nhận được tư cách đại học quốc gia.

## Các cựu sinh viên nổi tiếng
- Kazimierz Bartel
- Piotr Wilniewczyc
- Wilhelm Orlik-Rueckemann
- Władysław Sikorski
- Włodzimierz Puchalski

## Những giáo sư nổi tiếng
- Kazimierz Bartel
- Włodzimierz Stożek
- Kazimierz Kuratowski
- Antoni Łomnicki
- Otto Nadolski

## Khác
- Ignacy Mościcki